# 加里·托比恩
加里·托比恩（英語：Gary Tobian，1935年8月14日—），美国男子跳水运动员。他曾代表美国参加1956年和1960年夏季奥林匹克运动会跳水比赛，获得一枚金牌和二枚银牌。